# Ko Jin-young
Ko Jin-young (고진영?, 高眞榮?; Seul, 7 luglio 1995) è una golfista sudcoreana, attiva principalmente nell'LPGA Tour e LPGA of Korea Tour.

## Biografia
Nasce a Seul il 7 luglio 1995 all'interno di una famiglia agiata, figlia dell'ex pugile Ko Sung-tae e della moglie Kim Mi-kyung.
Si appassiona al mondo del golf seguendo in televisione una replica della vittoria di Pak Se-ri allo US Open femminile del 1998.

## Vittorie professionali (26)

### Vittorie nell'LPGA of Korea Tour (12)
| Nr. | Data              | Torneo                                  | Punteggio       | Al par | Margine   | Seconda classificata                              |
| --- | ----------------- | --------------------------------------- | --------------- | ------ | --------- | ------------------------------------------------- |
| 1   | 17 agosto 2014    | Nefs Masterpiece                        | 71-70-70-70=281 | −7     | 1 colpo   | Cho Yoon-ji                                       |
| 2   | 26 aprile 2015    | Nexen-Saint Nine Masters                | 70-65-68=203    | −13    | 1 colpo   | Lee Seung-hyun                                    |
| 3   | 10 maggio 2015    | KyoChon Honey Ladies Open               | 70-68-70=208    | −11    | 3 colpi   | Bae Seon-woo                                      |
| 4   | 12 luglio 2015    | Chojung Sparkling-Yongpyong Resort Open | 67-67-69=203    | −13    | 1 colpo   | Kim Ye-jin                                        |
| 5   | 1º maggio 2016    | KG-Edaily Ladies Open                   | 64-68-69=201    | −15    | 1 colpo   | Kim Min-sun                                       |
| 6   | 17 giugno 2016    | BMW Ladies Championship                 | 65-68-72-70=275 | −13    | 2 colpi   | Jung Hee-won                                      |
| 7   | 9 ottobre 2016    | Hite Jinro Championship                 | 70-66-74-70=280 | −8     | 6 colpi   | Cho Jeong-min                                     |
| 8   | 13 agosto 2017    | Jeju Samdasoo Masters                   | 67-66-66=199    | −17    | 4 colpi   | Kim Hae-rym                                       |
| 9   | 17 settembre 2017 | BMW Ladies Championship                 | 69-68-67-68=272 | −12    | 1 colpo   | Heo Yoon-kyung                                    |
| 10  | 15 ottobre 2017   | LPGA KEB–Hana Bank Championship1        | 68-67-66-68=269 | −19    | 2 colpi   | Park Sung-hyun                                    |
| 11  | 13 ottobre 2019   | Hite Jinro Championship                 | 71-71-71-72=285 | −3     | 1 colpo   | Choi Hye-jin, Kim Ji-yeong, Lee So-mi, Na Hee-won |
| 12  | 24 ottobre 2021   | BMW Ladies Championship1                | 71-64-67-64=266 | −22    | Spareggio | Lim Hee-jeong                                     |

1 Co-sanzionato dall'LPGA Tour

### Vittorie nell'LPGA Tour (15)
| Legenda                          |
| Tornei major (2)                 |
| Altri tornei dell'LPGA Tour (11) |

| Nr. | Data              | Torneo                             | Punteggio       | Al par | Margine   | Seconda classificata                             |
| --- | ----------------- | ---------------------------------- | --------------- | ------ | --------- | ------------------------------------------------ |
| 1   | 15 ottobre 2017   | LPGA KEB–Hana Bank Championship1   | 68-67-66-68=269 | −19    | 2 colpi   | Park Sung-hyun                                   |
| 2   | 18 febbraio 2018  | ISPS Handa Australian Women's Open | 65-69-71-69=274 | −14    | 3 colpi   | Choi Hye-jin                                     |
| 3   | 24 marzo 2019     | Bank of Hope Founders Cup          | 65-72-64-65=266 | −22    | 1 colpo   | Carlota Ciganda Jessica Korda Nelly Korda Yu Liu |
| 4   | 7 aprile 2019     | ANA Inspiration                    | 69-71-68-70=278 | −10    | 3 colpi   | Lee Mi-hyang                                     |
| 5   | 28 luglio 2019    | The Evian Championship             | 65-71-66-67=269 | −15    | 2 colpi   | Feng Shanshan Kim Hyo-joo Jennifer Kupcho        |
| 6   | 25 agosto 2019    | CP Women's Open                    | 66-67-65-64=262 | −26    | 5 colpi   | Nicole Broch Larsen                              |
| 7   | 20 dicembre 2020  | CME Group Tour Championship        | 68-67-69-66=270 | −18    | 5 colpi   | Hannah Green Kim Sei-young                       |
| 8   | 4 luglio 2021     | Volunteers of America Classic      | 63-70-66-69=268 | −16    | 1 colpo   | Matilda Castren                                  |
| 9   | 19 settembre 2021 | Cambia Portland Classic            | 69-67-69=205    | −11    | 4 colpi   | Lee Jeong-eun Su-Hyun Oh                         |
| 10  | 10 ottobre 2021   | Cognizant Founders Cup             | 63-68-69-66=266 | −18    | 4 colpi   | Caroline Masson                                  |
| 11  | 24 ottobre 2021   | BMW Ladies Championship1           | 71-64-67-64=266 | −22    | Spareggio | Lim Hee-jeong                                    |
| 12  | 21 novembre 2021  | CME Group Tour Championship        | 69-67-66-63=265 | −23    | 1 colpo   | Nasa Hataoka                                     |
| 13  | 6 marzo 2022      | HSBC Women's Champions             | 69-67-69-66=271 | −17    | 2 colpi   | Chun In-gee Minjee Lee                           |

1 Co-sanzionato dal KLPGA Tour
Record negli spareggi (playoff) dell'LPGA Tour (1–0)
| Nr. | Anno | Torneo                  | Avversaria(e) | Risultato                                  |
| --- | ---- | ----------------------- | ------------- | ------------------------------------------ |
| 1   | 2021 | BMW Ladies Championship | Lim Hee-jeong | Vince con un birdie alla prima extra buca. |

### Altre vittorie
- 2016 World Ladies Championship - squadre (con Lee Jung-min)

## Tornei major

### Vittorie
| Anno | Torneo                 | Dopo 54 buche       | Punteggio             | Margine | Seconda classificata                       |
| ---- | ---------------------- | ------------------- | --------------------- | ------- | ------------------------------------------ |
| 2019 | ANA Inspiration        | Avanti di 1 colpo   | −10 (69-71-68-70=278) | 3 colpi | Lee Mi-hyang                               |
| 2019 | The Evian Championship | Indietro di 4 colpi | −15 (65-71-66-67=269) | 2 colpi | Feng Shanshan, Kim Hyo-joo Jennifer Kupcho |

### Risultati completi
I risultati conseguiti prima del 2019 non sono mostrati in ordine cronologico.
| Tournament               | 2015 | 2016 | 2017 | 2018 | 2019 | 2020 | 2021 |
| ------------------------ | ---- | ---- | ---- | ---- | ---- | ---- | ---- |
| ANA Inspiration          |      | P71  | EL   | P64  | 1    |      | P7   |
| U.S. Women's Open        |      |      | P15  | P17  | P16  | P2   | P7   |
| Women's PGA Championship |      |      |      | P11  | P14  |      | P46  |
| The Evian Championship   | 28   | P39  |      | P26  | 1    | NT   | P60  |
| Women's British Open     | 2    |      |      | EL   | 3    |      |      |

     Vittoria
     Top 10
     Non partecipante
EL = eliminazione a metà gara (non passa il taglio)

RIT = ritirata

NT = nessun torneo

P = pari merito